# Traseul romantic (Germania)
Traseul romantic (în limba germană: Romantische Straße) este o denumire folosită în turismul germanin incepand cu anii 1950 pentru a descrie o călătorie în sudul  Germaniei (în Bavaria și Baden-Württemberg), între Würzburg și Füssen. De-a lungul acestei călătorii se pot vizita un număr important de castele din epoca medievala și modernă a Germaniei.

## Traseul de la Nord la Sud
1. Würzburg
2. Tauberbischofsheim
3. Lauda-Königshofen
4. Bad Mergentheim
5. Weikersheim
6. Röttingen
7. Creglingen
8. Rothenburg ob der Tauber
9. Schillingsfürst
10. Feuchtwangen
11. Dinkelsbühl
12. Wallerstein
13. Nördlingen
14. Harburg
15. Donauwörth
16. Augsburg
17. Friedberg
18. Kaufering
19. Landsberg am Lech
20. Hohenfurch
21. Schongau
22. Peiting
23. Rottenbuch
24. Wildsteig
25. Steingaden și Wieskirche
26. Halblech

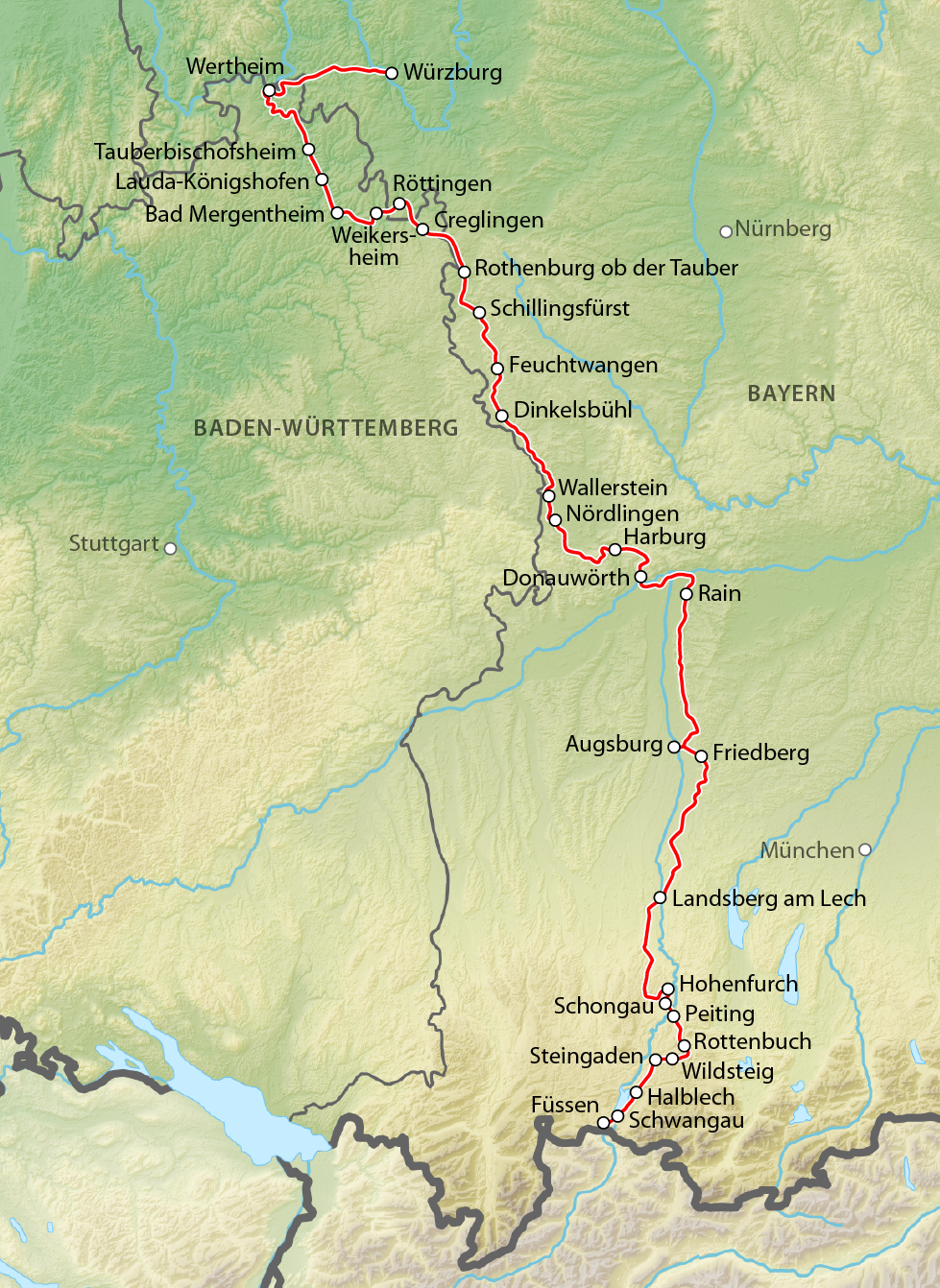
Harta traseului romantic

27. Schwangau, Neuschwanstein și Hohenschwangau
28. Füssen